# Campylaspis menziesi
Campylaspis menziesi är en kräftdjursart som beskrevs av Zarui Muradian 1979. Campylaspis menziesi ingår i släktet Campylaspis och familjen Nannastacidae. Inga underarter finns listade i Catalogue of Life.